# (11400) Raša
(11400) Raša (1999 AT21) – planetoida z pasa głównego asteroid okrążająca Słońce w ciągu 3,17 lat w średniej odległości 2,16 j.a. Odkryta 15 stycznia 1999 roku.